# Danh sách kỷ lục Đại hội Thể thao châu Á môn bơi lội
Bơi lội tại Đại hội Thể thao châu Á là một trong những môn thể thao trọng điểm và lâu đời nhất của sự kiện thể thao lớn nhất khu vực châu Á. Kể từ kỳ đại hội đầu tiên được tổ chức tại New Delhi (Ấn Độ) vào năm 1951, bơi lội luôn có mặt trong chương trình thi đấu chính thức và không ngừng phát triển về quy mô lẫn chất lượng. Các nội dung thi đấu đa dạng từ bơi tự do, bơi ngửa, bơi ếch, bơi bướm đến tiếp sức và hỗn hợp cá nhân, thu hút sự tham gia của các vận động viên hàng đầu từ khắp châu lục. Môn thể thao này không chỉ đóng vai trò quan trọng trong việc phân định thành tích toàn đoàn mà còn là nơi thiết lập nhiều kỷ lục châu Á đáng chú ý qua từng kỳ đại hội.
Thành tích nhanh nhất trong các nội dung bơi tại Đại hội Thể thao châu Á được coi là kỷ lục ASIAD môn bơi lội. Các nội dung này được tổ chức trong hồ bơi tiêu chuẩn dài 50 mét (hồ bơi đường dài).
Kỳ đại hội gần đây nhất được tổ chức tại Hàng Châu, Trung Quốc,vào năm 2023.
Tất cả các kỷ lục đều được thiết lập trong các lượt bơi chung kết, trừ khi có ghi chú khác.

## Nam
| Môn thi                 | Thời gian |    | Tên                                                                                             | Quốc tịch  | Ngày                 | Sự kiện          | Địa điểm               | Chú thích |
| ----------------------- | --------- | -- | ----------------------------------------------------------------------------------------------- | ---------- | -------------------- | ---------------- | ---------------------- | --------- |
| 50m tự do               | 21.72     |    | Ji Yu-chan                                                                                      | Hàn Quốc   | 25 tháng 9 năm 2023  | 2022 Asian Games | Hàng Châu, Trung Quốc  | [ 1 ]     |
| 100m tự do              | 46.97     |    | Pan Zhanle                                                                                      | Trung Quốc | 24 tháng 9 năm 2023  | 2022 Asian Games | Hàng Châu, Trung Quốc  | [ 2 ]     |
| 200m tự do              | 1:44.40   |    | Hwang Sun-woo                                                                                   | Hàn Quốc   | 27 tháng 9 năm 2023  | 2022 Asian Games | Hàng Châu, Trung Quốc  | [ 3 ]     |
| 400m tự do              | 3:41.53   |    | Park Tae-hwan                                                                                   | Hàn Quốc   | 16 tháng 11 năm 2010 | 2010 Asian Games | Quảng Châu, Trung Quốc | [ 4 ]     |
| 800m tự do              | 7:46.03   |    | Kim Woo-min                                                                                     | Hàn Quốc   | 28 tháng 9 năm 2023  | 2022 Asian Games | Hàng Châu, Trung Quốc  | [ 5 ]     |
| 1500m tự do             | 14:35.43  |    | Sun Yang                                                                                        | Trung Quốc | 18 tháng 11 năm 2010 | 2010 Asian Games | Quảng Châu, Trung Quốc | [ 6 ]     |
| 50m bơi ngửa            | 24.28     |    | Junya Koga                                                                                      | Nhật Bản   | 22 tháng 9 năm 2014  | 2014 Asian Games | Incheon, Hàn Quốc      | [ 7 ]     |
| 100m bơi ngửa           | 52.05     | r  | Xu Jiayu                                                                                        | Trung Quốc | 26 tháng 9 năm 2023  | 2022 Asian Games | Hàng Châu, Trung Quốc  | [ 8 ]     |
| 200m bơi ngửa           | 1:53.26   |    | Ryosuke Irie                                                                                    | Nhật Bản   | 25 tháng 9 năm 2014  | 2014 Asian Games | Incheon, Hàn Quốc      | [ 9 ]     |
| 50m bơi ếch             | 26.25     | h  | Qin Haiyang                                                                                     | Trung Quốc | 29 tháng 9 năm 2023  | 2022 Asian Games | Hàng Châu, Trung Quốc  | [ 10 ]    |
| 100m bơi ếch            | 57.76     |    | Qin Haiyang                                                                                     | Trung Quốc | 25 tháng 9 năm 2023  | 2022 Asian Games | Hàng Châu, Trung Quốc  | [ 11 ]    |
| 200m bơi ếch            | 2:07.03   |    | Qin Haiyang                                                                                     | Trung Quốc | 28 tháng 9 năm 2023  | 2022 Asian Games | Hàng Châu, Trung Quốc  | [ 12 ]    |
| 50m bơi bướm            | 23.29     |    | Baek In-chul                                                                                    | Hàn Quốc   | 28 tháng 9 năm 2023  | 2022 Asian Games | Hàng Châu, Trung Quốc  | [ 13 ]    |
| 100m bơi bướm           | 51.04     |    | Joseph Schooling                                                                                | Singapore  | 22 tháng 8 năm 2018  | 2018 Asian Games | Jakarta, Indonesia     | [ 14 ]    |
| 200m bơi bướm           | 1:53.15   |    | Tomoru Honda                                                                                    | Nhật Bản   | 29 tháng 9 năm 2023  | 2022 Asian Games | Hàng Châu, Trung Quốc  | [ 15 ]    |
| 200m hỗn hợp cá nhân    | 1:54.62   | AS | Wang Shun                                                                                       | Trung Quốc | 24 tháng 9 năm 2023  | 2022 Asian Games | Hàng Châu, Trung Quốc  | [ 16 ]    |
| 400m hỗn hợp cá nhân    | 4:07.75   |    | Kosuke Hagino                                                                                   | Nhật Bản   | 24 tháng 9 năm 2014  | 2014 Asian Games | Incheon, Hàn Quốc      | [ 17 ]    |
| 4×100m tiếp sức tự do   | 3:10.88   | AS | - (47.06)Pan Zhanle - (48.00)Chen Juner - (48.27)Hong Jinquan - (47.55)Wang Haoyu               | Trung Quốc | 28 tháng 9 năm 2023  | 2022 Asian Games | Hàng Châu, Trung Quốc  | [ 18 ]    |
| 4×200m tiếp sức tự do   | 7:01.73   | AS | - (1:46.83)Yang Jae-hoon - (1:45.36)Lee Ho-joon - (1:44.50)Kim Woo-min - (1:45.04)Hwang Sun-woo | Hàn Quốc   | 25 tháng 9 năm 2023  | 2022 Asian Games | Hàng Châu, Trung Quốc  | [ 19 ]    |
| 4×100m tiếp sức hỗn hợp | 3:27.01   | AS | - (52.05)Xu Jiayu - (57.63)Qin Haiyang - (50.68)Wang Changhao - (46.65)Pan Zhanle               | Trung Quốc | 26 tháng 9 năm 2023  | 2022 Asian Games | Hàng Châu, Trung Quốc  | [ 20 ]    |

Chú giải:  WR – Kỷ lục thế giới; AS – Kỷ lục Châu Á; 
 Kỷ lục không được thiết lập ở chung kết: h – vòng loại; r – relay 1st leg; rh – relay heat 1st leg; † – en route to final mark 

## Nữ
| Môn thi                 | Thời gian |    | Tên                                                                                            | Quốc tịch  | Ngày                 | Sự kiện          | Địa điểm               | Chú thích |
| ----------------------- | --------- | -- | ---------------------------------------------------------------------------------------------- | ---------- | -------------------- | ---------------- | ---------------------- | --------- |
| 50m tự do               | 24.26     |    | Zhang Yufei                                                                                    | Trung Quốc | 28 tháng 9 năm 2023  | 2022 Asian Games | Hàng Châu, Trung Quốc  | [ 21 ]    |
| 100m tự do              | 52.17     |    | Siobhan Haughey                                                                                | Hồng Kông  | 26 tháng 9 năm 2023  | 2022 Asian Games | Hàng Châu, Trung Quốc  | [ 22 ]    |
| 200m tự do              | 1:54.12   |    | Siobhan Haughey                                                                                | Hồng Kông  | 25 tháng 9 năm 2023  | 2022 Asian Games | Hàng Châu, Trung Quốc  | [ 23 ]    |
| 400m tự do              | 4:01.96   |    | Li Bingjie                                                                                     | Trung Quốc | 26 tháng 9 năm 2023  | 2022 Asian Games | Hàng Châu, Trung Quốc  | [ 24 ]    |
| 800m tự do              | 8:18.55   |    | Wang Jianjiahe                                                                                 | Trung Quốc | 23 tháng 8 năm 2018  | 2018 Asian Games | Jakarta, Indonesia     | [ 14 ]    |
| 1500m tự do             | 15:51.18  |    | Li Bingjie                                                                                     | Trung Quốc | 24 tháng 9 năm 2023  | 2022 Asian Games | Hàng Châu, Trung Quốc  | [ 25 ]    |
| 50m bơi ngửa            | 26.98     | AS | Liu Xiang                                                                                      | Trung Quốc | 21 tháng 8 năm 2018  | 2018 Asian Games | Jakarta, Indonesia     | [ 14 ]    |
| 100m bởi ngửa           | 58.94     | r  | Zhao Jing                                                                                      | Trung Quốc | 13 tháng 11 năm 2010 | 2010 Asian Games | Quảng Châu, Trung Quốc | [ 26 ]    |
| 200m bơi ngửa           | 2:06.46   | AS | Zhao Jing                                                                                      | Trung Quốc | 14 tháng 11 năm 2010 | 2010 Asian Games | Quảng Châu, Trung Quốc | [ 27 ]    |
| 50m bơi ếch             | 29.92     | h  | Tang Qianting                                                                                  | Trung Quốc | 24 tháng 9 năm 2023  | 2022 Asian Games | Hàng Châu, Trung Quốc  | [ 28 ]    |
| 100m bơi ếch            | 1:06.40   |    | Satomi Suzuki                                                                                  | Nhật Bản   | 19 tháng 8 năm 2018  | 2018 Asian Games | Jakarta, Indonesia     | [ 14 ]    |
| 200m bơi ếch            | 2:21.82   |    | Kanako Watanabe                                                                                | Nhật Bản   | 22 tháng 9 năm 2014  | 2014 Asian Games | Incheon, Hàn Quốc      | [ 29 ]    |
| 50m bơi bướm            | 25.10     |    | Zhang Yufei                                                                                    | Trung Quốc | 29 tháng 9 năm 2023  | 2022 Asian Games | Hàng Châu, Trung Quốc  | [ 30 ]    |
| 100m bơi bướm           | 55.86     |    | Zhang Yufei                                                                                    | Trung Quốc | 27 tháng 9 năm 2023  | 2022 Asian Games | Hàng Châu, Trung Quốc  | [ 31 ]    |
| 200m bơi bướm           | 2:05.57   |    | Zhang Yufei                                                                                    | Trung Quốc | 24 tháng 9 năm 2023  | 2022 Asian Games | Hàng Châu, Trung Quốc  | [ 32 ]    |
| 200m hỗn hợp cá nhân    | 2:07.75   |    | Yu Yiting                                                                                      | Trung Quốc | 25 tháng 9 năm 2023  | 2022 Asian Games | Hàng Châu, Trung Quốc  | [ 33 ]    |
| 400m hỗn hợp cá nhân    | 4:32.97   |    | Ye Shiwen                                                                                      | Trung Quốc | 23 tháng 9 năm 2014  | 2014 Asian Games | Incheon, Hàn Quốc      | [ 34 ]    |
| 4×100m tiếp sức tự do   | 3:33.96   |    | - (53.86)Yang Junxuan - (53.07)Cheng Yujie - (53.84)Wu Qingfeng - (53.19)Zhang Yufei           | Trung Quốc | 24 tháng 9 năm 2023  | 2022 Asian Games | Hàng Châu, Trung Quốc  | [ 35 ]    |
| 4×200m tiếp sức tự do   | 7:48.61   |    | - (1:56.94)Li Bingjie - (1:55.35)Wang Jianjiahe - (1:58.37)Zhang Yuhan - (1:57.95)Yang Junxuan | Trung Quốc | 21 tháng 9 năm 2018  | 2018 Asian Games | Jakarta, Indonesia     | [ 14 ]    |
| 4×100m tiếp sức hỗn hợp | 3:54.73   |    | - (59.42)Natsumi Sakai - (1:05.43)Satomi Suzuki - (55.80)Rikako Ikee - (54.08)Tomomi Aoki      | Nhật Bản   | 23 tháng 8 2018      | 2018 Asian Games | Jakarta, Indonesia     | [ 14 ]    |

Chú giải:  WR – Kỷ lục thế giới; AS – Kỷ lục Châu Á; 
 Kỷ lục không được thiết lập ở chung kết: h – vòng loại; r – relay 1st leg; rh – relay heat 1st leg 

## Tiếp sức hỗn hợp
| Môn thi                 | Thời gian |  | Tên                                                                               | Quốc tịch  | Ngày                | Sự kiện          | Địa điểm              | Chú thích |
| ----------------------- | --------- |  | --------------------------------------------------------------------------------- | ---------- | ------------------- | ---------------- | --------------------- | --------- |
| 4×100m tiếp sức hỗn hợp | 3:37.73   |  | - (51.91)Xu Jiayu - (57.25)Qin Haiyang - (56.05)Zhang Yufei - (52.52)Yang Junxuan | Trung Quốc | 27 tháng 9 năm 2023 | 2022 Asian Games | Hàng Châu, Trung Quốc | [ 36 ]    |

Chú giải:  WR – Kỷ lục thế giới; AS – Kỷ lục Châu Á; 
 Kỷ lục không được thiết lập ở chung kết: h – vòng loại 